# Temperance Brennan
Dr. Temperance "Bones" Brennan, geboren als Joy Ruth Keenan, is een personage bedacht door de schrijfster Kathy Reichs. Tevens is ze een van de twee hoofdpersonages in de Amerikaanse televisieserie Bones, die licht gebaseerd is op de boeken van Kathy Reichs. In de boeken en de serie is Dr. Temperance Brennan een forensisch antropologe. De Brennan uit Bones verschilt van de Brennan uit de boeken: in de boeken werkt ze in Montreal, Quebec, terwijl ze in de serie bij het Jeffersonian Institute in Washington D.C. werkt. Verder is de Brennan van de televisie een stuk jonger dan die uit de boeken.

## Het personage in de boeken
Temperance Brennan verscheen voor het eerst in Kathy Reichs' boek Déjà dead in 1997. Daarna verscheen ze in nog eens 17 boeken. Het recentste boek, Speaking in bones, kwam in 2015 op de markt. Net als haar bedenkster verdeelt Brennan haar tijd tussen haar werk in North Carolina en haar werk in Montreal voor het Laboratoire des Sciences Judiciaires et de Médecine Légale in Quebec. Ze is gescheiden en heeft een dochter, Katy. Ze werkt vaak samen met detective Andrew Ryan, met wie ze een relatie krijgt.

## Het personage in de serie
Naast haar werk op het Jeffersonian Institute, is Temperance Brennan (gespeeld door Emily Deschanel) ook schrijfster van boeken over de (in de serie fictieve) forensisch antropologe Kathy Reichs. Ze heeft de bijnaam Bones, die haar gegeven is door Special Agent Seeley Booth (gespeeld door David Boreanaz). Hij is de enige in de serie die haar Bones noemt. De twee hebben een goede werkrelatie, ondanks de verschillen in hun persoonlijkheid en de seksuele spanning die er tussen hen hangt. Bones is atheïst en erg cynisch over religie, terwijl Booth een overtuigd katholiek is. Bones gelooft in de doodstraf. Zowel Bones als Booth heeft een hekel aan psychologen, maar ze moeten samen 'relatietherapie' volgen bij een jonge psycholoog, Lance Sweets (gespeeld door John Francis Daley).
Ondanks haar grote kennis en intelligentie, is Bones een leek op het gebied van popmuziek, beroemdheden en andere hedendaagse dingen. Regelmatig antwoordt ze "I don't know what that means" als hier naar wordt verwezen. Ze is een beetje wereldvreemd, en de anderen (vooral Booth) plagen haar daar graag mee. Hoewel de schrijver van de serie het nooit heeft toegegeven, wordt wel gesuggereerd dat Bones het syndroom van Asperger heeft, wat haar moeite met sociale vaardigheden en het begrijpen van grapjes en ironie zou verklaren.
Bones gaat het meest om met haar beste vriendin en collega, de kunstenares Angela Montenegro (een rol van Michaela Conlin). Andere collega's zijn Jack Hodgins (T.J. Thyne), doctor in de entomologie, en Camille Saroyan (Tamara Taylor). Tot en met seizoen 3 behoorde ook de jonge maar briljante assistent Zack Addy (Eric Millegan) tot het team.
Toen Bones vijftien jaar was, verdwenen haar ouders zonder enig spoor na te laten. Ze kwam hierna in pleeggezinnen terecht, tot haar grootvader haar in huis nam. Ze heeft één oudere broer, Russ Brennan, die na de verdwijning van hun ouders de wereld introk en met wie ze geen contact meer wil. Bones neemt het hem kwalijk dat hij haar in de steek liet. In de laatste aflevering van seizoen 1 komt naar voren dat Bones' echte naam Joy Keenan is. Haar ouders waren bankrovers, die hun naam veranderden en onderdoken nadat ze hadden getuigd tegen de rest van de groep. Bones ontdekt dat de stoffelijke resten van haar moeder zich op het Jeffersonian Institute bevinden, en lost de moord op. Ze wordt herenigd met haar oudere broer: de twee leggen hun ruzie bij en hun contact vernieuwt zich.
In aflevering 11 van het tweede seizoen duikt Bones' vader Max op, als Bones en de anderen een moord onderzoeken die hij heeft gepleegd om haar en Russ te beschermen. Hij verdwijnt echter weer net zo snel als hij gekomen is en neemt Russ met zich mee. Een paar afleveringen later redt hij Booth van een maffiabaas.Tijdens de laatste aflevering van het 2de seizoen laat hij zich vrijwillig oppakken door Booth om Bones niet weer achter te laten. In seizoen 3 pakt Booth ook Bones' broer op.